# Hästutrustning
Hästutrustning är den utrustning som hästen bär beroende av vad hästen skall kunna genomföra som ridhäst (militär eller civil) alternativt som draghäst.
Termen ridtyg används särskilt för ridhästens remtyg det vill säga huvudlag, betsel (med remtyg), stigbyglar (med stigläder), förbygel och svanskappa, men används ibland i utvidgad betydelse för samtliga persedlar som begagnas för en häst vid ridning, alltså även för till exempel sadel, hölster och schabrak.
Sele är den utrustning som är avsedd för hästens användning som dragare.

## Referens
1. ↑  Karolinska uniformer och munderingar åren 1700 till 1721s. 100, Anders Larsson, Jengel Förlag, Östersund 2022 ISBN  978-91-88573-43-8